# Egon Allgäuer
Egon Allgäuer, né le 9 avril 1959, est un pilote de course autrichien sur camions. 

## Biographie
Prenant la succession de son compatriote Günter Spindler, vice-champion d'Europe de courses de camions Catégorie B sur ÖAF en 1988 et 3e la saison suivante, Allgäuer débute les épreuves dans la discipline en 2000, la quarantaine passée, sur un Mercedes-Benz.
Il œuvre notamment durant son activité pour faciliter l'entrée en scène de pilotes est-européens en ETRC.
Il cesse la compétition poids lourds au Mans à la fin de la saison 2011, et il poursuit sa carrière dans des courses européennes de Grand Tourisme, sur Porsche 911 GT3 Cup, Aston Martin Vantage (2013 et 2014), puis Ferrari 458 GT3 au milieu des années 2010, s'étant engagé en VLN Langstreckenmeisterschaft Nürburgring.

## Palmarès
- Champion d'Europe de courses de camions Catégorie Race-Trucks, en 2002 (sur MAN TGA 12L.);
- Triple vice-champion d'Europe de courses de camions Catégorie Race-Trucks, en 2001, 2003 et 2005 (sur MAN).